# Anthicus lutulentus
Anthicus lutulentus är en skalbaggsart som beskrevs av Thomas Casey 1895. Anthicus lutulentus ingår i släktet Anthicus och familjen kvickbaggar. Inga underarter finns listade i Catalogue of Life.